# Henri Léon Thiébault
Henri Léon Thiébault o  Thiébaut fue un escultor, grabador y fundidor medallista francés, nacido el año 1855 en París y fallecido el 12 de enero de 1899 en la misma ciudad.
Fue alumno de Justin Lequien y debutó en el Salón de los artistas franceses de 1878.
Una de sus obras más conocidas es el cuadro titulado Picnic en Bretaña.
Como fundidor además de obras de su mano, fundió para otros escultores como Jean Louis Brian.